# Гайлинг, Роберт
Роберт Гайлинг (англ. Robert Guiling; 14 октября 1980, Гибралтар) — гибралтарский футболист, полузащитник. Выступал за сборную Гибралтара.

## Биография

### Клубная карьера
На протяжении большей части карьеры Гайлинг выступал в составе клуба «Линкольн Ред Импс», с которым множество раз становился чемпионом и обладателем Кубка Гибралтара. После вступления Гибралтара в УЕФА, вместе с клубом принял участие в двух матчах первого отборочного раунда Лиги чемпионов против фарерского клуба «ХБ Торсхавн», но по сумме двух матчей «Линкольн» уступил со счётом 3:6. В 2014 году Гайлинг перешёл в «Линкс», где выступал вплоть до окончания карьеры. Завершил игровую карьеру в 2018 году.

### Карьера в сборной
В составе сборной Гибралтара был участником Островных игр 2009 и 2011 годов.
19 ноября 2013 года, Гайлинг появился в стартовом составе на первый официальный международный матч Гибралтара против сборной Словакии, в котором был заменён на 67-й минуте. Встреча завершилась со счётом 0:0. Также он принимал участие в отборочных матчах чемпионата Европы 2016 и чемпионата мира 2018 года, а всего провёл за сборную 13 матчей.

## Достижения
«Линкольн Ред Импс»
- Чемпион Гибралтара (11): 2003/04, 2004/05, 2005/06 2006/07, 2007/08, 2008/09, 2009/10, 2010/11, 2011/12, 2012/13, 2013/14
- Обладатель Кубка Гибралтара (7): 2005/06, 2006/07, 2007/08, 2008/09, 2009/10, 2010/11, 2013